# Gamla länsresidentet, Visby
Gamla länsresidenset i Visby är en byggnad på Strandgatan 7, Kvarteret Residenset 6, Visby. Byggnaden är byggnadsminne sedan 1994.
Byggnaden uppfördes 1647 som provisoriskt residens för öns förste svenske landshövding Åke Ulfsparre. Redan 1711 bosatte sig dock landshövdingarna på annat håll i staden och 1735 såldes byggnaden till en privatperson. På 1860-talet genomgick byggnaden en omfattande ombyggnad. 1965 förvärvade Visby stad byggnaden, och 1968 genomfördes en omfattande utvändig renovering. 1971–73 iordningställdes interiören med hjälp av AMS-medel.

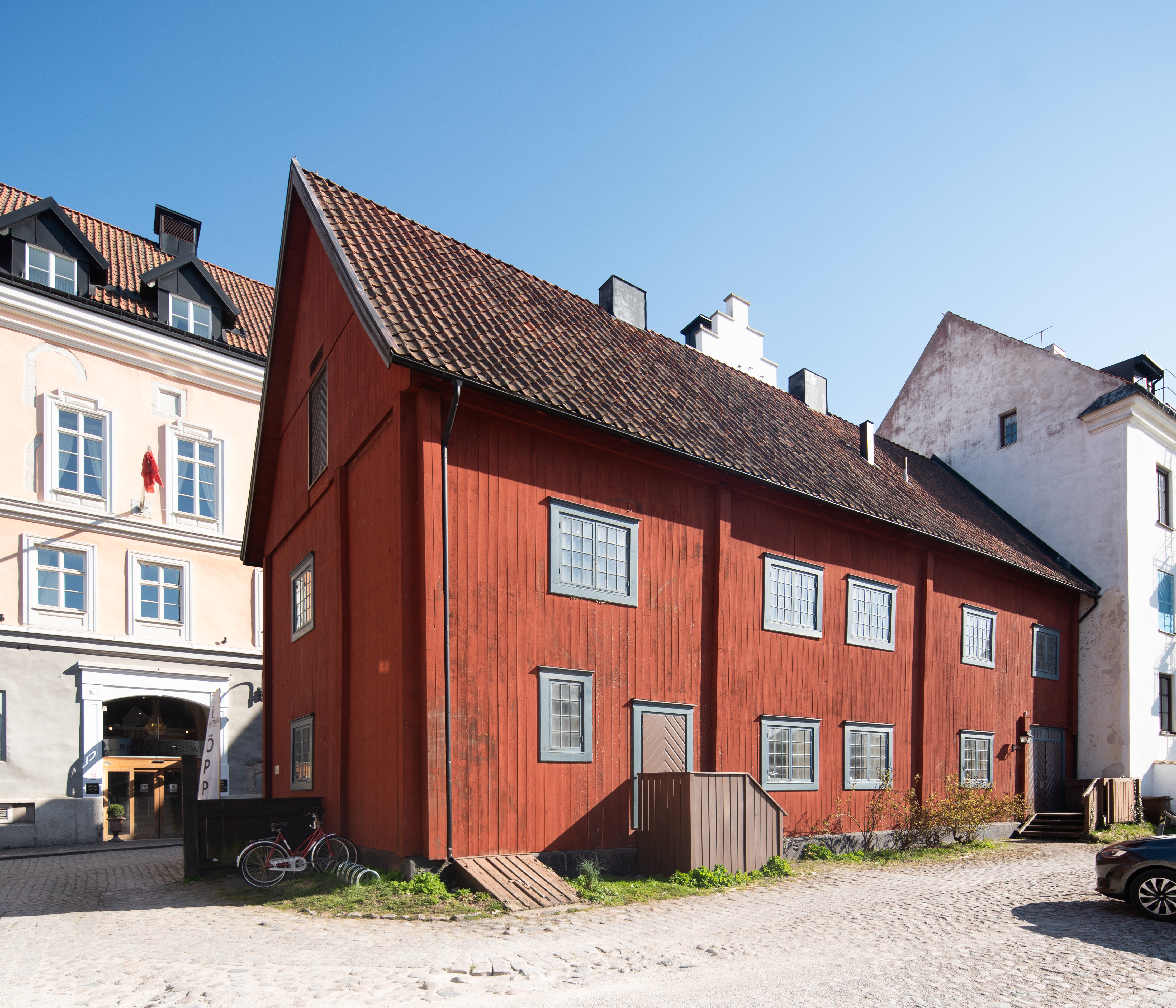
Gamla residensets fasad mot öster sedd från gården.